# Ixworth Thorpe
Ixworth Thorpe est un village et une paroisse civile du Suffolk, en Angleterre.